# Scarsick
Scarsick är progressive metal-bandet Pain of Salvations sjätte studioalbum, utgivet i januari 2007.

## Låtlista
1. "Scarsick" - 7:09
2. "Spitfall" - 7:18
3. "Cribcaged" - 5:57
4. "America" - 5:06
5. "Disco Queen" - 8:23
6. "Kingdom of Loss" - 6:43
7. "Mrs. Modern Mother Mary" - 4:15
8. "Idiocracy" - 7:05
9. "Flame to the Moth" - 5:59
10. "Enter Rain" - 10:04